# ソッディ
ソッディ（イタリア語: Soddì）は、イタリア共和国サルデーニャ自治州オリスターノ県にある、人口約100人の基礎自治体（コムーネ）。

## 地理

### 位置・広がり

#### 隣接コムーネ
隣接するコムーネは以下の通り。
- アイドマッジョーレ
- ボロネッドゥ
- ギラルツァ